# Lasioglossum nigripes
Lasioglossum nigripes là một loài Hymenoptera trong họ Halictidae. Loài này được Lepeletier mô tả khoa học năm 1841.